# Reproduktiv sundhed
Reproduktiv sundhed refererer til sundhed i forbindelse med seksualitet, graviditet og fødsel og anvendes særligt i forbindelse med indsatsen for sundhed i ulande. Forbedret mødrepleje og mindsket mødredødelighed er et af 2015-målene.
Reproduktiv sundhed indebærer bl.a. retten til at vælge hvornår man får børn, om man vil anvende prævention samt adgang til at føde under ordentlige forhold og behandling af kønssygdomme.
Organisationer som UNFPA, Sex & Samfund og Plan Danmark arbejder for at forbedre den reproduktive sundhed.